# Como la lluvia fresca (EP)
Como la lluvia fresca (EP) es el nombre del primer EP promocional del cantautor español José Luis Perales, siendo Rafael Trabucchelli† el director de producción. Fue publicado en 1978 por la discográfica española Hispavox (completamente absorbida por EMI en 1985).

## Listado de canciones
| Lado A |                    |          |  |
| N.º    | Título             | Duración |  |
| 1.     | «Así te quiero yo» |          |  |
| 2.     | «La casada»        |          |  |

| Lado B |             |          |  |
| N.º    | Título      | Duración |  |
| 1.     | «Me duelen» |          |  |
| 2.     | «Compraré»  |          |  |

## Créditos y personal

### Personal de grabación y posproducción
- Todas las canciones compuestas por José Luis Perales
- Compañía discográfica: Hispavox
- Productor discográfico: Rafael Trabucchelli†
- Fotografías y diseño gráfico: Eguiguren

### Créditos y personal
- «DISCOGRAFÍA - COMO LA LLUVIA FRESCA». joseluisperales.net. 2012. Archivado desde el original el 26 de abril de 2012. Consultado el 15 de enero de 2013.

- Datos: Q16550673